# Los Banos
Los Baños és una població dels Estats Units a l'estat de Califòrnia. Segons el cens del 2007 tenia 34.884 habitants.

## Demografia
Segons el cens del 2000, Los Banos tenia 25.869 habitants, 7.721 habitatges, i 6.223 famílies. La densitat de població era de 1.242,3 habitants/km².
Dels 7.721 habitatges en un 48,9 % hi vivien nens de menys de 18 anys, en un 62,5 % hi vivien parelles casades, en un 12,4 % dones solteres, i en un 19,4 % no eren unitats familiars. En el 15,8 % dels habitatges hi vivien persones soles el 7 % de les quals corresponia a persones de 65 anys o més que vivien soles. El nombre mitjà de persones vivint en cada habitatge era de 3,33 i el nombre mitjà de persones que vivien en cada família era de 3,69.
Per edats la població es repartia de la següent manera: un 35,1 % tenia menys de 18 anys, un 8,9 % entre 18 i 24, un 29,9 % entre 25 i 44, un 16,8 % de 45 a 60 i un 9,3 % 65 anys o més.
L'edat mediana era de 30 anys. Per cada 100 dones de 18 o més anys hi havia 96 homes.
La renda mediana per habitatge era de 43.690 $ i la renda mediana per família de 45.304 $. Els homes tenien una renda mediana de 38.294 $ mentre que les dones 27.994 $. La renda per capita de la població era de 15.582 $. Entorn del 9,8% de les famílies i el 12,1% de la població estaven per davall del llindar de pobresa.

## Poblacions més properes
El següent diagrama mostra les poblacions més properes.